# ندى أعور جرار
ندى أعور جرار هي روائية لبنانية. فازت روايتها الأولي «في مكان ما بيتي» بجائزة الكومنولث للكتاب بوصفه الكتاب الأول الأفضل علي مستوى جنوب شرق آسيا وجنوب المحيط الهادئ. وقد عاشت في لندن و باريس و سيدني و واشنطن العاصمة وهي متزوجة ولديها ابنة وتعيش في بيروت.

## أعمالها
- في مكان ما بيتي الصادرة عن دار نشر هينمان Heinemann عام 2002
- أحلام من الماء الصادرة عن دار نشر هاربر Harper عام 2007
- أرض طيبة الصادرة عن دار نشر هاربر كولينز Harper Collins عام 2009[2]
- ملاذ غير آمن الصادرة دار ذا بورو برس The Borough Press عام 2016[3]